# Бідна наречена
«Бідна наречена» - п'єса (комедія) на п'ять дій російського письменника  Олександра Островського 1851 року.

## Створення
Влітку 1850 року Островський повідомляв  Погодіну про свої літературні заняття. Серед розпочатого була і «Бідна наречена». 31 жовтня 1850 року Островський читав у Погодіна уривок з цієї п'єси. Наприкінці березня 1851 року драматург, розраховуючи на швидке завершення п'єси, звертався до Погодіна з проханням про публікацію «Бідної нареченої» в «Відомостях».
Весь квітень пройшов у напруженій роботі над «Бідною нареченою». У травні Островський пише Погодіну: «сподівався зробити Вам сюрприз, тобто надіслати 2 акти своїй комедії, але тепер обставини змінилися і я закінчу їх тільки до суботи». П'єса була закінчена влітку 1851 року, однак автор продовжував вносити до неї доповнення та поправки.
3 листопада драматург сповіщав Погодіна, що «комедія позамешкалась кількома днями, тому що я чув комедію Пісемського («Іпохондрик») і вважав за потрібне свою підфарбувати настільки, щоб не червоніти за неї» .
У грудні Островський здав п'єсу до цензури і 1 січня 1852 року отримав дозвіл на її окреме видання. Але й після цього робота над п'єсою не припинялася. Драматург вносив до неї нові правки: «Завтра, тобто в четвер, я вам віддам наречену» - повідомляв він Погодіну в листі від 30 січня 1852 року.
19 лютого 1852 було отримано цензурний дозвіл на друкування п'єси в журналі «Москвитянин», в четвертому номері якого вона і з'явилася. Готуючи перші збори своїх творів у виданні  Кушелєва-Безбородька, Островський вносить в «Бідну наречену» ряд додаткових змін. Взявши до уваги критичні зауваження, висловлені в журналах «Современник» і «Отечественные записки», драматург скорочує окремі сцени, усуває невдалі висловлювання, уточнює характеристики образів, посилює колоритність мови діючих осіб. Нова редакція п'єси була надрукована в зібранні творів Островського, виданого Кушельовим-Безбородько 1859 року.

## Дійові особи
- Анна Петрівна Незабудкіна, вдова небагатого чиновника.
- Марія Андріївна, її дочка.
- Володимир Васильович Мерич, Іван Іванович Мілашін, молоді люди, знайомі Незабудкіна.
- Платон Маркович Добротворський, старий стряпчий.
- Максим Дорофійович Беневоленський, чиновник.
- Аріна Єгорівна Хорькова, вдова, міщанка.
- Михайло Іванович Хорьков, син її, колишній студент.
- Карпівна, сваха (по купецтву) в хустині.
- Панкратьєвна, сваха (по дворянству) в чепчику.
- Дар'я, покоївка Незабудкіна.
- Хлопчик Добротворського.
- Дуня, Паша, молоді дівчата.
- Офіціант і різні особи, які є в п'ятій дії дивляться весілля.

## Відгуки
20 березня 1852 року (після появи «Бідної нареченої» в «Москвитянині»)  Олексій Пісемський писав драматургу: «Комедію Вашу я прочитав із шаленим задоволенням і знаходжу, що вона не тільки не поступається" Свої люди - розрахуємося", але навіть вище, тому що комізм її тонше, задушевніше - виведені особи до того живі, що мені сняться у сні» .
Тургенєв, вказуючи на недоліки комедії, однак, вважав, що «загальний колорит її вірний», а другий акт «прекрасний з початку до кінця». «Островський почав надзвичайно, і читач чекає від нього незвичайного. З усім тим, ми від усієї душі вітаємо комедію пана Островського» . 1879 року, передруковуючи статтю, Тургенєв, маючи на увазі свої критичні зауваження, заявив, що його оцінка «одного з найкращих творів драматурга» виявилася невірною.
 Чернишевський вважав, що у порівнянні з п'єсою «Свої люди - розрахуємося» ідея «Бідної нареченої», не має гідної новизни, належить «занадто тісному колу приватного життя», але комедія в цілому, на його думку, «дуже добра» .
Свою характеристику п'єси дав 1859 року Добролюбов. Охарактеризував безвихідне положення «бідної нареченої», Марії Андріївни: «А через що ж терпить нещасна всі ці образи? Що її тримає в цій вирі?» ... «Ясно що: вона бідна наречена, їй нікуди подітися, нема чого робити, окрім як чекати чи шукати вигідного нареченого. Шлюб - це її посада, робота, кар'єра, призначення життя. Як поденник шукає роботи, чиновник - місця, жебрак - подання, так дівчина повинна шукати нареченого ... Над цим сміються сучасні ліберали, але цікаво б знати, що ж, справді, стане у нас робити дівчина, що не вийшла заміж?». У «Бідної нареченої» Добролюбов знаходив «категоричну відповідь» на злободенне питання сучасної Островському дійсності - «чому у нас жінка в сім'ї знаходиться в такому рабському положенні і чому самодурство тяжіє над нею з особливою силою».

## Постановки
Дозвіл на театральну постановку «Бідної нареченої» було отримано лише 15 вересня 1852 року. Цьому вирішенню багато сприяло те, що цензор Гедерштерн представив п'єсу в своїй рецензії звичайною любовно-побутовою драмою. Драматична цензура повністю викреслила з п'єси ролі Дуні і Паші. Заборона грати ці ролі було знято драматичної цензурою лише 3 жовтня 1861 року.
«Бідна наречена» була вперше поставлена в Московському  Малому театрі 20 серпня 1853 року. Ролі виконували: Незабудкіна - Сабурова Марія Андріївна -  К.Н. Васильєва, Мерич -  Черкасов, Мілашин -  С.В. Васильєв, Добротворський -  Шумський, Беневоленський -  П.М. Садовський, Хорьков -  Полтавцев, Хорькова -  Акімова.
Перша вистава «Бідної нареченої» на сцені Олександрійського театру відбулося 12 жовтня 1853 року, в бенефіс артистки Читау. Ролі виконували: Незабудкіна -  Громова, Марія Андріївна -  Читау, Мерич - Смирнов 1-й, Мілашина -  Бурдін, Добротворський -  Прусаков, Беневоленський -  Мартинов, Хорькова -  Лінська, Хорьков - Степанов.
Для постановки у народних театрах «Бідна наречена» була дозволена тільки 3 травня 1893 року, але з вилученням ролей Дуні і Паші. Найчудовішими виконавцями основних ролей п'єси були:  П.М. Садовський - Беневоленський,  С. Васильєв - Мілашин,  Шуйський та  Варламов - Добротворський,  Далматія - Мерич.
Яскраві сценічні образи створили артистки  К.Н. Васильєва,  Читау та  Стрепетова в ролі Марії Андріївни,  Садовська - в ролі Незабудкіна,  Стрільська та  Лінська - в ролі Хорькової.